# Teilsäule

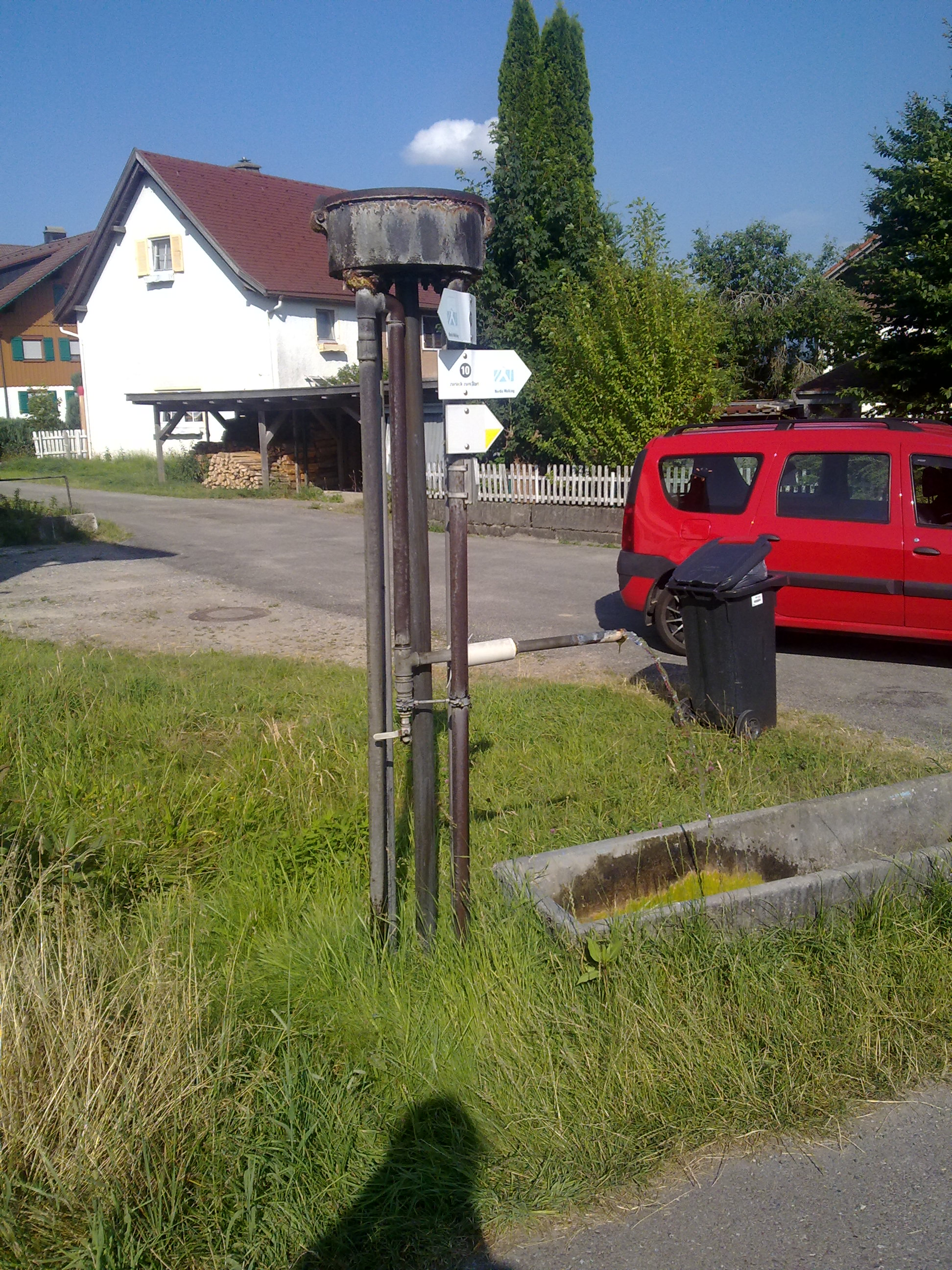
Teilsäule an einer Viehtränke in Schreckenmanklitz, Weiler-Simmerberg

Eine Teilsäule (Allgäuerisch: Scheidsaule) ist eine Einrichtung zum anteiligen Aufteilen des Wassers einer Quelle anhand der Wasserrechte auf mehrere Abnehmer. Sie sind besonders im Alpenraum und einigen Mittelgebirgen verbreitet.

## Beschreibung

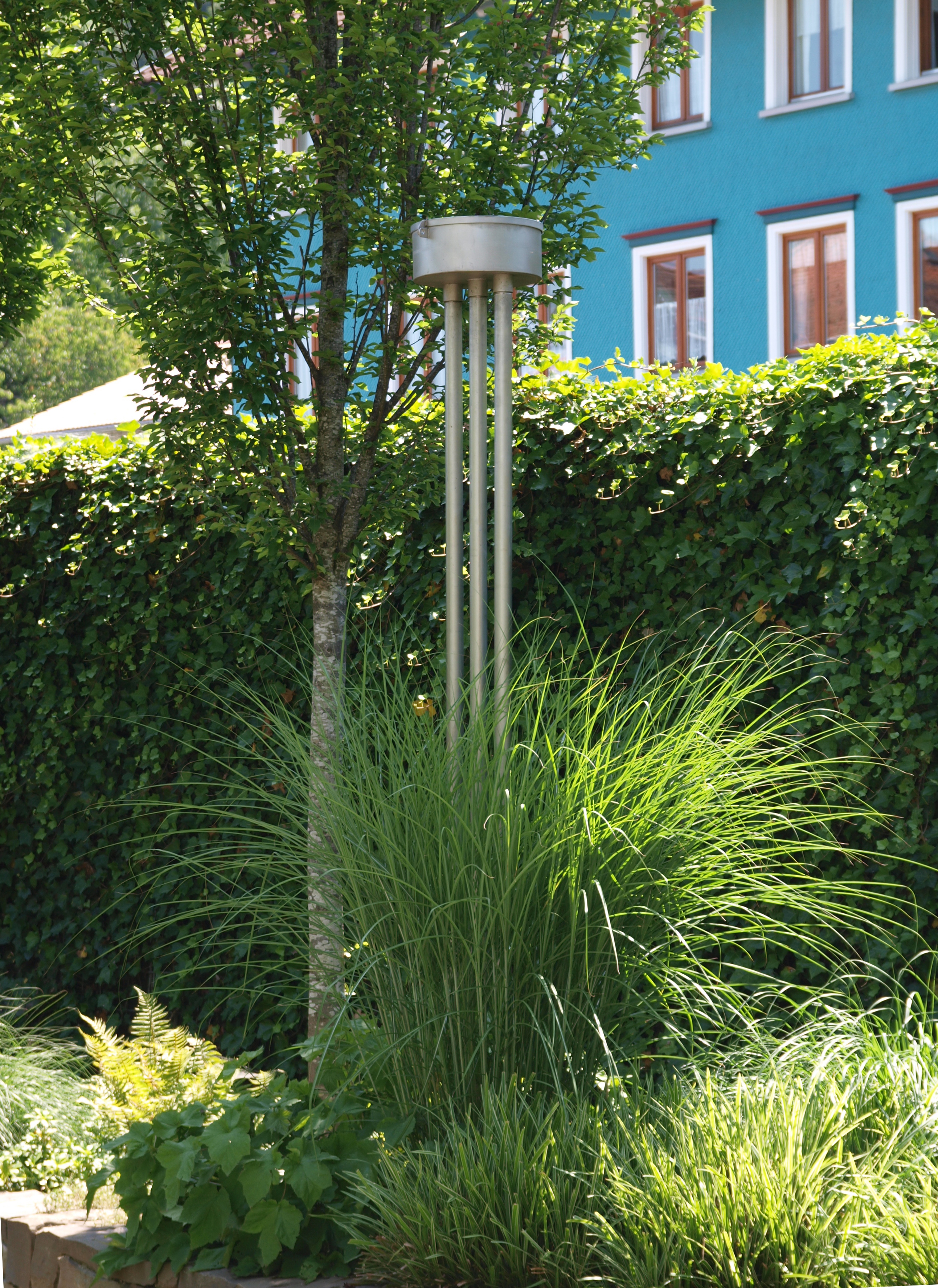
Moderne Teilsäule für zwei Abnehmer im Biergarten der Meckatzer Löwenbräu

Die Einrichtung besteht aus einem etwa zwei, in seltenen Fällen bis fünf Meter hohen Standrohr, über das Wasser von einer Quelle zugeführt wird, meist zwei bis vier abgehenden Rohrleitungen und einem mit einem Deckel verschließbaren Topf. Der Topf enthält im unteren Teil mehrere gleich hohe Kammern, an denen die abgehenden Rohre angeschlossen sind. Die Höhe des Topfes ist so gewählt, dass das zulaufende Wasser aus der Mündung des Zulaufes überläuft und sich gleichmäßig auf alle einzelnen Kammern verteilt. Aus jeder Kammer kann bei ausreichend Wasserzufluss beliebig viel Wasser entnommen werden. Sobald die Wasserabnahme den Zufluss überschreitet, kann jeder Verbraucher nur den ihm zustehenden Anteil abnehmen, also so viel wie in die jeweilige Kammer abgezweigt wird. Verbraucht ein Abnehmer kein Wasser, füllt sich seine Kammer vollständig und läuft dann in die anderen Kammern über. Die Höhe der Teilsäulen finden sich oft an öffentlich zugänglichen Viehtränken im Ortsbereich, wo sie sicherstellen, dass die Tränke ständig versorgt wird. Teilweise sind die Säulen durch Verschalungen aus Brettern oder einem Metallmantel gegen Frost geschützt. Nach langem Gebrauch können die Säulen durch Kalksinter, der aus überlaufendem Wasser ausgefällt wird, so weit verkrusten, dass sie wie ein bemooster Kalksteinfelsen aussehen. Sie sind aber meist wegen ihrer einfachen Bauart und großer Rohrleitungsquerschnitte dennoch funktionsfähig.
Funktionsfähige, noch in Betrieb befindliche Teilsäulen gibt es beispielsweise in der Umgebung von Weiler-Simmerberg, Lindenberg im Allgäu und Leutkirch im Allgäu, sowie im Schwarzwald, Vorarlberg, Harz und Erzgebirge. Im Kirchdorf Faistenoy (Oy-Mittelberg) und Grünenbach sind noch ausgedehntere Verteilanlagen mit mehreren zusammengeschalteten Teilsäulen in Betrieb.

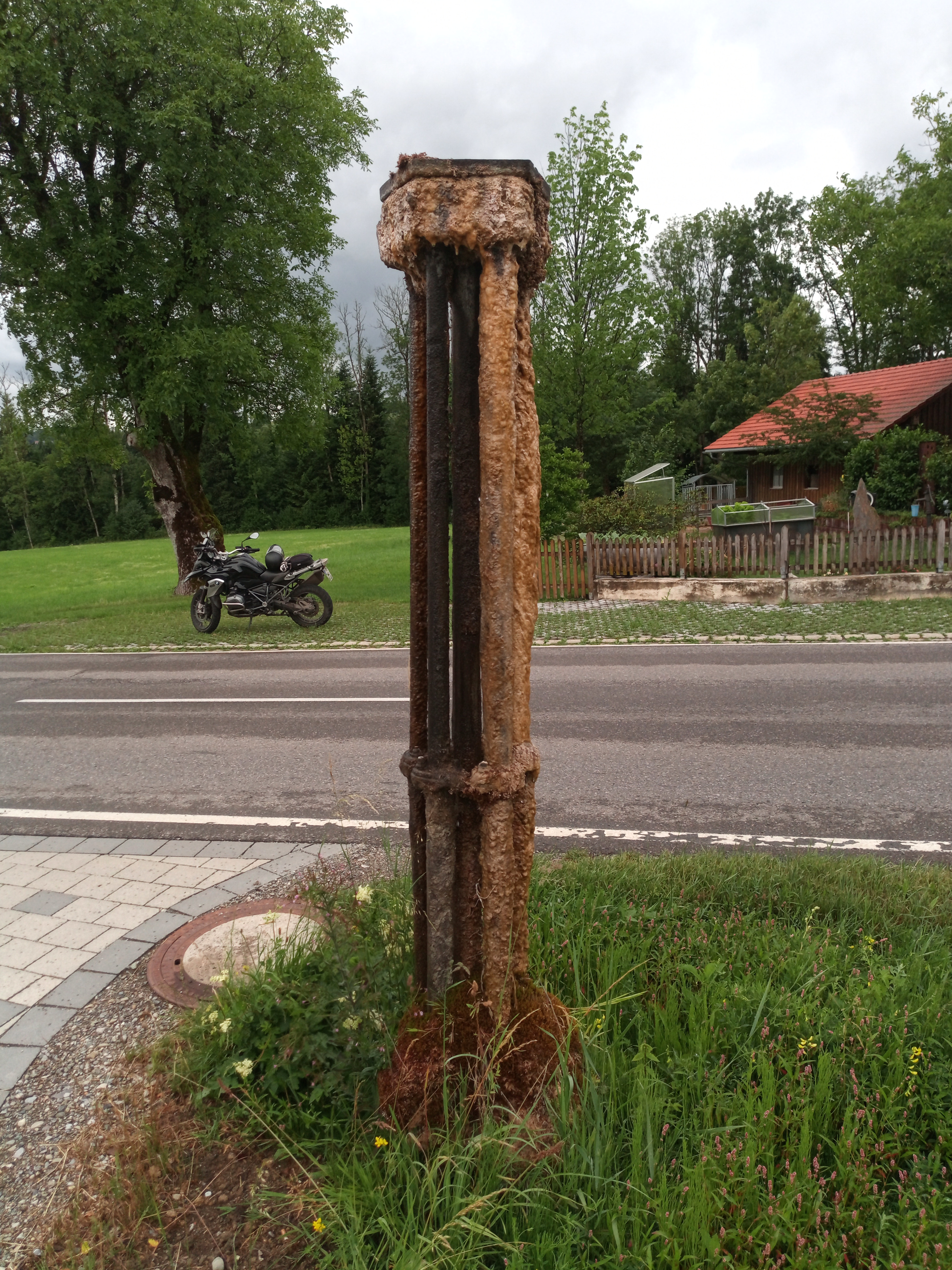
Außen teils versinterte Teilsäule mit eckigem Verteilerkasten für vier Abnahmestellen, an der Lindauer Straße in Weiler-Simmerberg
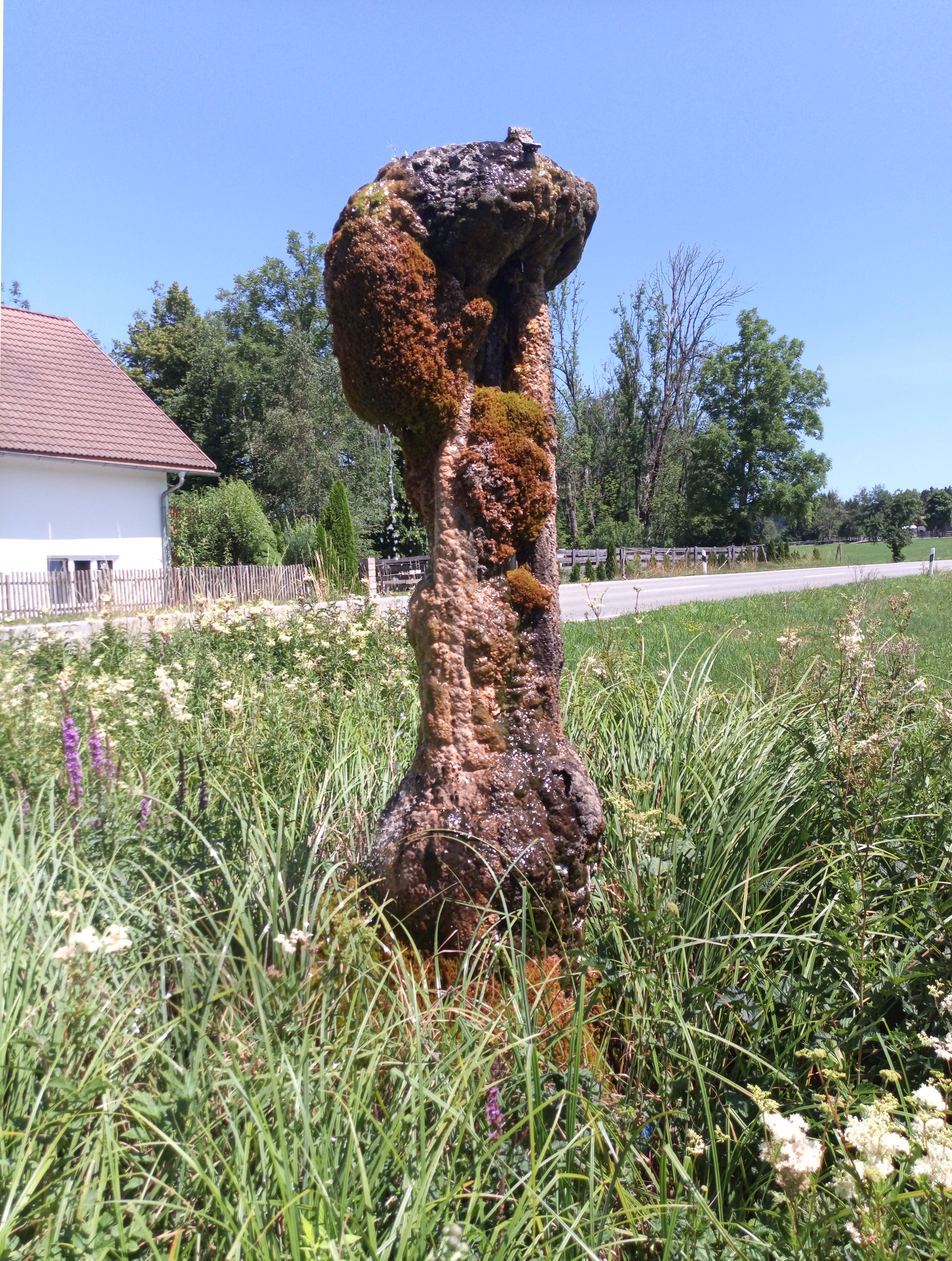
Außen vollständig versinterte, aber funktionsfähige Teilsäule an der Lindauer Straße in Weiler-Simmerberg
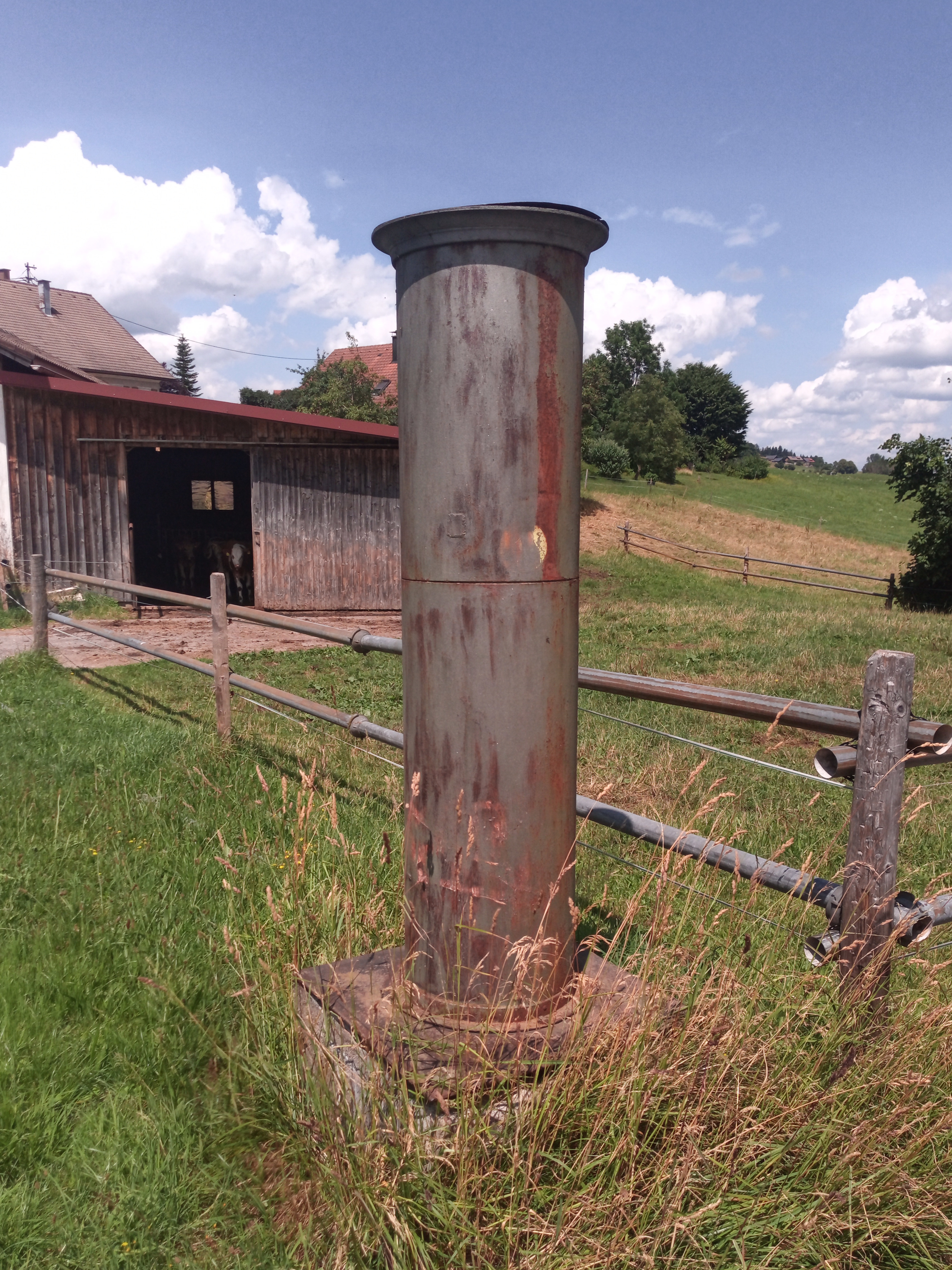
Frostsicher isolierte Teilsäule in Ruppenmanklitz Ried, Weiler-Simmerberg
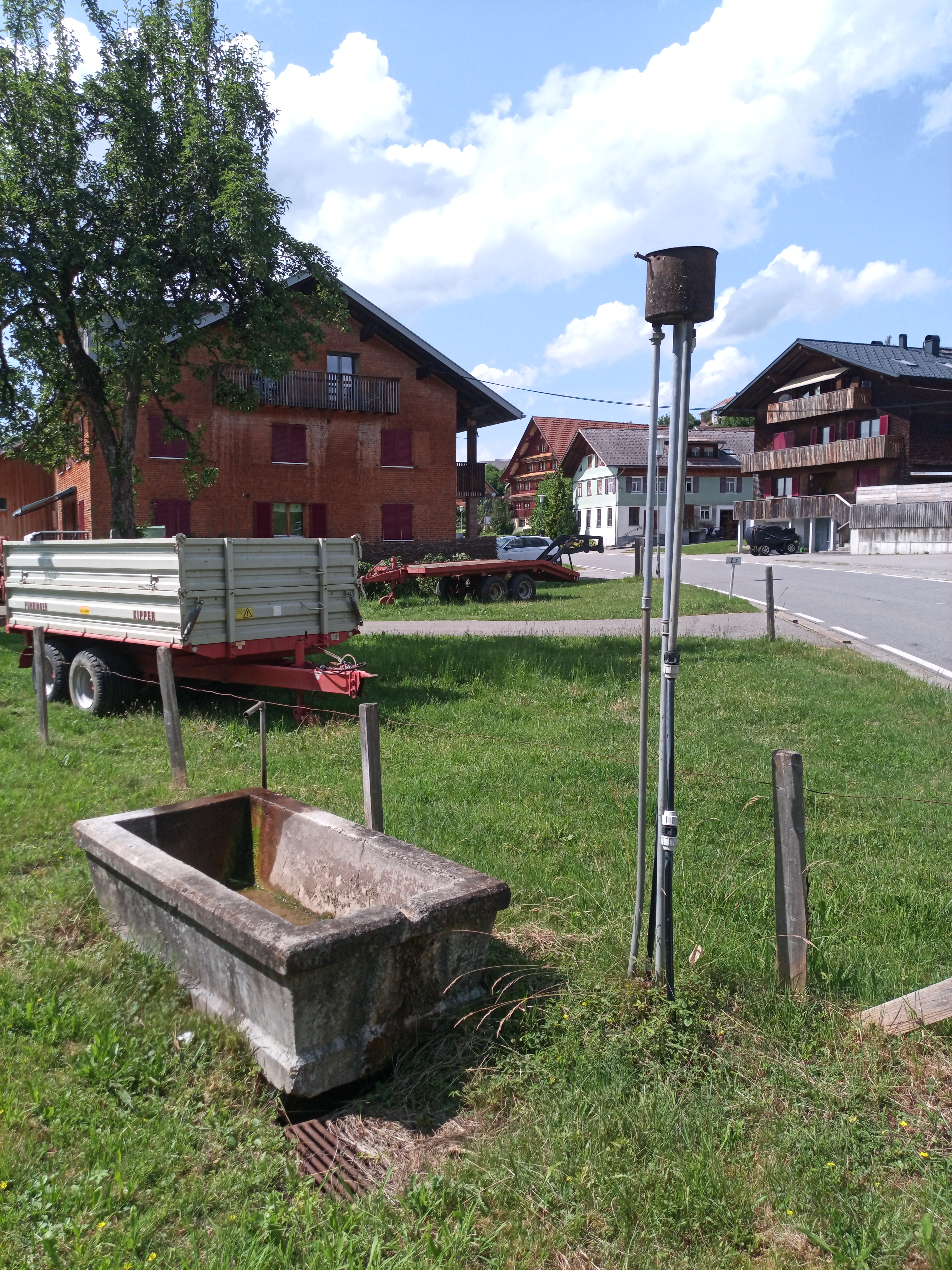
Teilsäule für einen Abhnehmer und die nebenstehende Viehtränke in Langenegg, Österreich
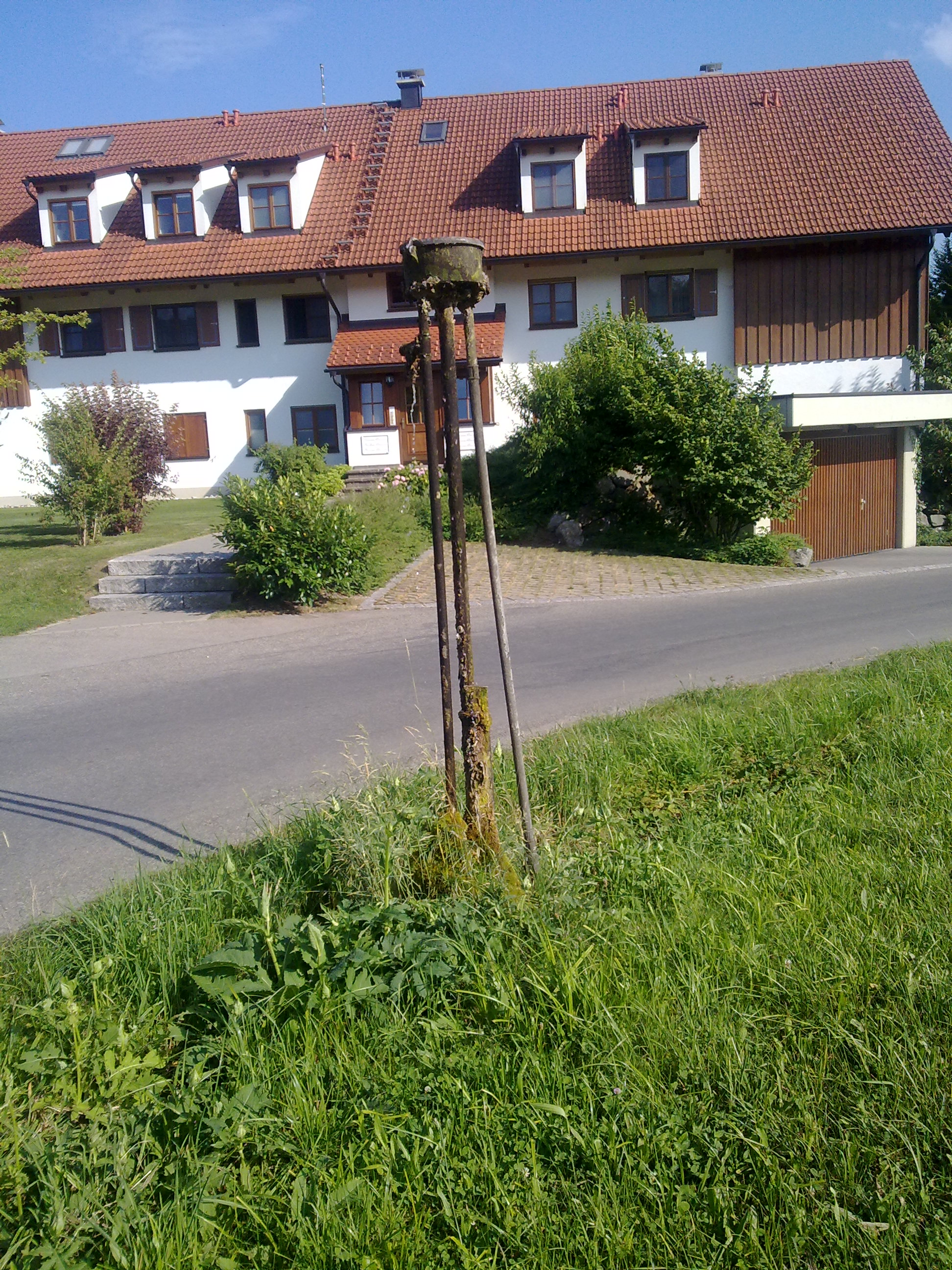
Teilsäule für zwei Abnahmestellen in Schreckenmanklitz, Weiler-Simmerberg

## Bewertung
Aufgrund ihrer simplen, und im Vergleich zu mechanischen Anlagen, kostengünstigen Konstruktion bieten Teilsäulen zahlreiche Vorteile. So lassen sich die Anlagen einfach überwachen. Ihr rein passives Bauprinzip, ohne bewegliche Absperrschieber, Klappen oder Ventilen, macht sie sehr wartungsarm. Sie fangen Druckstöße in den Leitungen ab und gewährleisten einen konstant gleichbleibenden Wasserdruck und Durchfluss, was angeschlossene Armaturen schont. Der Wasserdruck kann durch nachgelagerte, in niedrigerer Höhe angebrachte Zwischenverteiler, reduziert werden. Im Verteilkessel können Gasblasen abgeschieden werden, was die Ableitungen entlüftet, aber im Falle von abgeschiedenen Kohlenstoffdioxid die Bildung von Kalkablagerungen begünstigt, zudem könnte bei nicht verschlossenen Kesseln eine Verkeimung des Wassers auftreten.

## Geschichte
Das funktionelle Prinzip der Teilsäulen ist aus der römischen und orientalischen Antike überliefert (so genannte Wasserkastelle), wie z. B. ein Verteil- und Druckregelturm aus Pompeji oder den Suterazý-Türmen bei der Yerebatan-Zisterne in Istanbul und Nahe des Valens-Aquädukts. Eine direkte Tradition des technischen Prinzips auf die neuzeitlichen Wasserverteiler lässt sich daraus aber nicht ableiten. Frühe Teilsäulen bestanden aus Holz, wie eine im Freilichtmuseum Klausenhof erhalten ist. Diese besteht aus einem etwa 3 m hohen Fichtenstamm von 30–40 cm Durchmesser, der in der Längsachse mit drei Bohrungen von 5 cm versehen ist. Die Verteilkammer wurde oben in den Stamm eingearbeitet und mit einem aufgenagelten Holzbrett verschlossen. Daneben gibt es Verteiler aus Granit, wie der zu dem 1789 erbauten Resenhof gehörende, dessen Kammer 33 × 33 cm misst und fünf Abläufe versorgt, oder einem nicht mehr in Betrieb gefindlichen in Riggenbach (Bernau im Schwarzwald), der drei Höfe versorgte. Die Zu- und Ableitungen bestanden meist aus Holzrohren. Ab 1900 wurden Teilsäulen zunehmend industriell aus Gusseisen mit ebenfalls eisernen Rohrleitungen gefertigt, die viele der älteren hölzernen und steinernen Anlagen ersetzten.